# Оотека
Оотека (на гръцки: θήκη) е вид съвкупност от яйца създадена от различни видове животни, сред които мекотели, богомолки, хлебарки, както и някои видове бръмбари и пръчици.
Оотеките са изградени от структурни протеини и дъбилни агенти, които карат протеина да се втвърди около яйцата, осигурявайки защита и стабилност. Производството на оотеки еволюира конвергентно в множество видове насекоми поради селекция за защита от паразити и други форми на хищничество, тъй като сложната структура на черупката осигурява еволюционно репродуктивно предимство (въпреки че годността и продължителността на живота също зависят от други фактори като температурата на инкубиращата оотека).
Оотеките служат за защита на яйцата от механични, но също така химически и други влияния на околната среда, като хищници и времето. Във влажни местообитания гладката повърхност предпазва от намокряне, в сухите райони повърхността е пореста. Камерните стени изолират студ и топлина. Оотеките на хлебарките са особено устойчиви на основи, киселини и други химикали. Техният състав и външен вид варират в зависимост от вида и околната среда.

## Галерия
- Женска хлебарка (Periplaneta americana) с оотека
- Женска хлебарка (Blatella germanica) с оотека
- Разрез на оотека на богомолка (Hierodula patellifera)
- Оотека на богомолка (Mantis religiosa) в Онтарио, Канада.
- Оотека на богомолка в Керала, Индия
- Оотека на blattodea